# Oderen
Oderen [odəʁən]  est une commune française de moyenne montagne située dans la circonscription administrative du Haut-Rhin et, depuis le 1er janvier 2021, intégrée au territoire de la Collectivité européenne d'Alsace, en région Grand Est.
Cette commune se trouve dans la région historique et culturelle d'Alsace et fait partie du Massif des Vosges.
Ses habitants sont appelés les Oderinois.

## Géographie

### Localisation
Oderen est une commune de la vallée de la Thur. Elle se situe en aval de Kruth et en amont de Fellering. Le col d'Oderen (884 m) mène à Ventron dans les Vosges mais la route qui l'emprunte fait un crochet par Kruth. Oderen fait partie du canton de Saint-Amarin et de l'arrondissement de Thann.
C'est une des 188 communes du Parc naturel régional des Ballons des Vosges.
| Kruth     |           | Metzeral  |
|           | Oderen    | Linthal   |
| Fellering | Fellering | Fellering |

Écarts et lieudits
- Raingott.
- Maerel.
- Tscharr.
- Kreuzberg.
- Gomme.

Cours d'eau
- La Thur.
- Le Durrenbach (Ruisseau sec).
- La cascade Saint-Nicolas.

### Hydrographie

#### Réseau hydrographique
La commune est dans le bassin versant du Rhin au sein du bassin Rhin-Meuse. Elle est drainée par la Thur, le Drehlochbach, le Gottbach, le Hundsrunz, le Schalmbach, le Steinlebach et le ruisseau Runscherunz,,.
La Thur, d'une longueur de 53 km, prend sa source dans la commune de Wildenstein et se jette  dans l'Ill à Ensisheim, après avoir traversé 20 communes. 

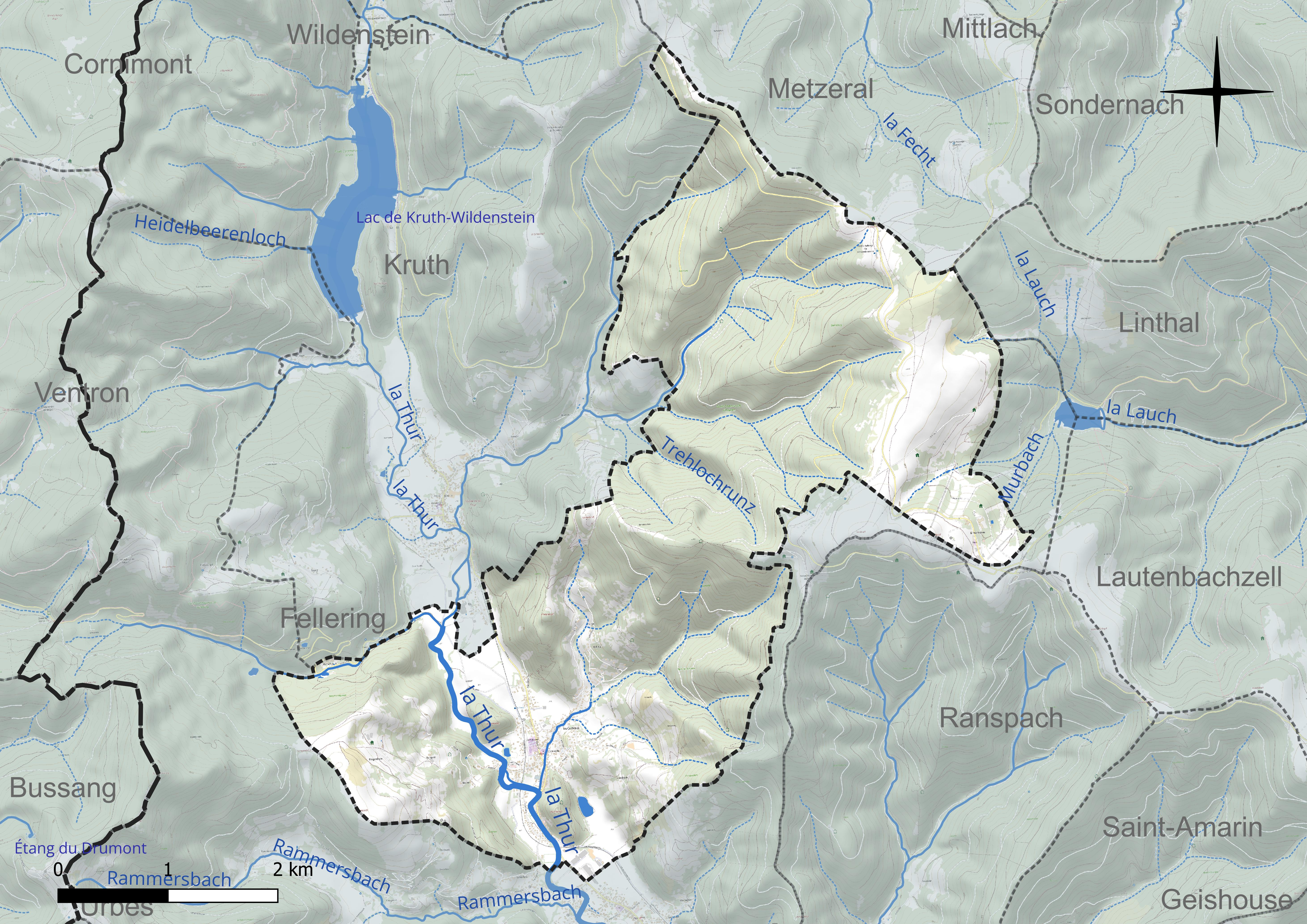
Réseau hydrographique d'Oderen.

Un plan d'eau complète le réseau hydrographique : l'étang du Maerel (1,6 ha),.

#### Gestion et qualité des eaux
Le territoire communal est couvert par le schéma d'aménagement et de gestion des eaux (SAGE) « Lauch ». Ce document de planification concerne les bassins versants de la Lauch, de l’Ohmbach et du Rimbach dont le territoire s'étend sur 358 km2. Le périmètre a été arrêté le 7 mars 2013 et le SAGE, à proprement dit, a été approuvé le 15 janvier 2020. La structure porteuse de l'élaboration et de la mise en œuvre est le syndicat mixte « Rivières de Haute-Alsace ». 
La qualité des cours d’eau peut être consultée sur un site dédié géré par les agences de l’eau et l’Agence française pour la biodiversité. 

### Climat
Pour des articles plus généraux, voir Climat du Grand Est et Climat du Haut-Rhin.
En 2010, le climat de la commune est de type climat de montagne, selon une étude du Centre national de la recherche scientifique s'appuyant sur une série de données couvrant la période 1971-2000. En 2020, Météo-France publie une typologie des climats de la France métropolitaine dans laquelle la commune est exposée à un climat semi-continental et est dans la région climatique  Vosges, caractérisée par une pluviométrie très élevée (1 500 à 2 000 mm/an) en toutes saisons et un hiver rude (moins de 1 °C). 
Pour la période 1971-2000, la température annuelle moyenne est de 9,4 °C avec une amplitude thermique annuelle de 16,9 °C. Le cumul annuel moyen de précipitations est de 1 587 mm avec 12,4 jours de précipitations en janvier et 11 jours en juillet. Pour la période 1991-2020, la température moyenne annuelle observée sur la station météorologique installée sur la commune est de 6,3 °C et le cumul annuel moyen de précipitations est de 1 489,3 mm. 
La température maximale relevée sur cette station est de 30,3 °C, atteinte le 7 août 2015 ; la température minimale est de −20,4 °C, atteinte le 20 décembre 2009,,. 
| Mois                                  | jan.           | fév.           | mars           | avril         | mai           | juin          | jui.           | août           | sep.          | oct.          | nov.           | déc.           | année      |
| ------------------------------------- | -------------- | -------------- | -------------- | ------------- | ------------- | ------------- | -------------- | -------------- | ------------- | ------------- | -------------- | -------------- | ---------- |
| Température minimale moyenne (°C)     | −3,7           | −3,7           | −1,4           | 2,1           | 5,8           | 9,3           | 11             | 11,3           | 7,7           | 4,7           | 0,3            | −2,5           | 3,4        |
| Température moyenne (°C)              | −1,4           | −1,3           | 1,4            | 5,3           | 9,2           | 12,8          | 14,5           | 14,6           | 10,8          | 7,3           | 2,6            | −0,3           | 6,3        |
| Température maximale moyenne (°C)     | 1              | 1,1            | 4,2            | 8,5           | 12,5          | 16,3          | 17,9           | 18             | 13,8          | 10            | 5              | 2              | 9,2        |
| Record de froid (°C) date du record   | −14,9 10.01.03 | −18,9 07.02.12 | −16,5 01.03.05 | −9,5 08.04.03 | −3,5 05.05.19 | −0,5 02.06.06 | 3,4 09.07.1996 | 1,8 28.08.1998 | −1,1 24.09.02 | −8,3 24.10.03 | −14 22.11.1998 | −20,4 20.12.09 | −20,4 2009 |
| Record de chaleur (°C) date du record | 13,7 01.01.22  | 17,1 27.02.19  | 18,7 30.03.21  | 21,8 21.04.18 | 25,4 25.05.09 | 30,2 26.06.19 | 30,2 24.07.19  | 30,3 07.08.15  | 25,2 14.09.20 | 22,6 08.10.23 | 17,7 08.11.15  | 14,5 18.12.23  | 30,3 2015  |
| Précipitations (mm)                   | 153,1          | 115,2          | 121,5          | 79,5          | 124,5         | 111,1         | 119,6          | 114            | 111,8         | 138,4         | 130,4          | 170,2          | 1 489,3    |

| Diagramme climatique                                  |              |              |            |              |              |             |           |              |            |           |            |
| J                                                     | F            | M            | A          | M            | J            | J           | A         | S            | O          | N         | D          |
| 1−3,7153,1                                            | 1,1−3,7115,2 | 4,2−1,4121,5 | 8,52,179,5 | 12,55,8124,5 | 16,39,3111,1 | 17,911119,6 | 1811,3114 | 13,87,7111,8 | 104,7138,4 | 50,3130,4 | 2−2,5170,2 |
| Moyennes : • Temp. maxi et mini °C • Précipitation mm |              |              |            |              |              |             |           |              |            |           |            |

Les paramètres climatiques de la commune ont été estimés, pour le milieu du siècle (2041-2070), selon différents scénarios d'émission de gaz à effet de serre à partir des nouvelles projections climatiques de référence DRIAS-2020. Ils sont consultables sur un site dédié, publié par Météo-France en novembre 2022.

## Urbanisme

### Typologie
Au 1er janvier 2024, Oderen est catégorisée petite ville, selon la nouvelle grille communale de densité à sept niveaux définie par l'Insee en 2022.
Elle appartient à l'unité urbaine de Saint-Amarin, une agglomération intra-départementale regroupant neuf  communes, dont elle est ville-centre,,. La commune est en outre hors attraction des villes,.

### Occupation des sols
L'occupation des sols de la commune, telle qu'elle ressort de la base de données européenne d’occupation biophysique des sols Corine Land Cover (CLC), est marquée par l'importance des forêts et milieux semi-naturels (87,2 % en 2018), une proportion identique à celle de 1990 (87,2 %). La répartition détaillée en 2018 est la suivante : 
forêts (63,8 %), milieux à végétation arbustive et/ou herbacée (23,4 %), zones agricoles hétérogènes (7,5 %), zones urbanisées (4,3 %), prairies (1 %). L'évolution de l’occupation des sols de la commune et de ses infrastructures peut être observée sur les différentes représentations cartographiques du territoire : la carte de Cassini (XVIIIe siècle), la carte d'état-major (1820-1866) et les cartes ou photos aériennes de l'IGN pour la période actuelle (1950 à aujourd'hui).

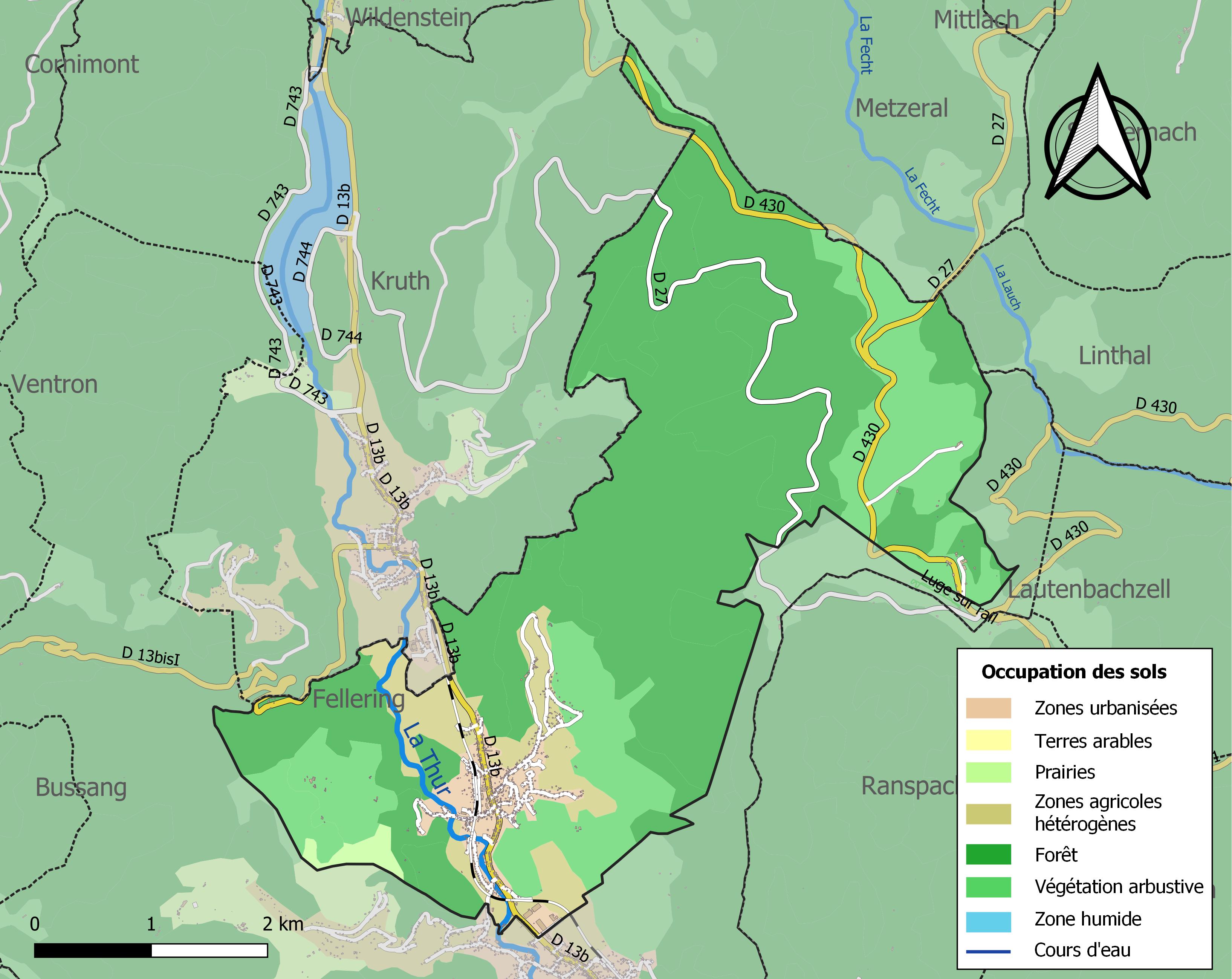
Carte des infrastructures et de l'occupation des sols de la commune en 2018 (CLC).

## Toponymie
Oderen est dérivé du dialecte alsacien Oder = veine d'eau ou de l'allemand roden = défricher. Le village est dénommé de Odern en 1253.

## Histoire
Oderen connaît une présence humaine depuis le Néolithique.
En l'an 735, le comte Eberhard d'Alsace donne la haute vallée de la Thur aux Chanoinesses de Remiremont.

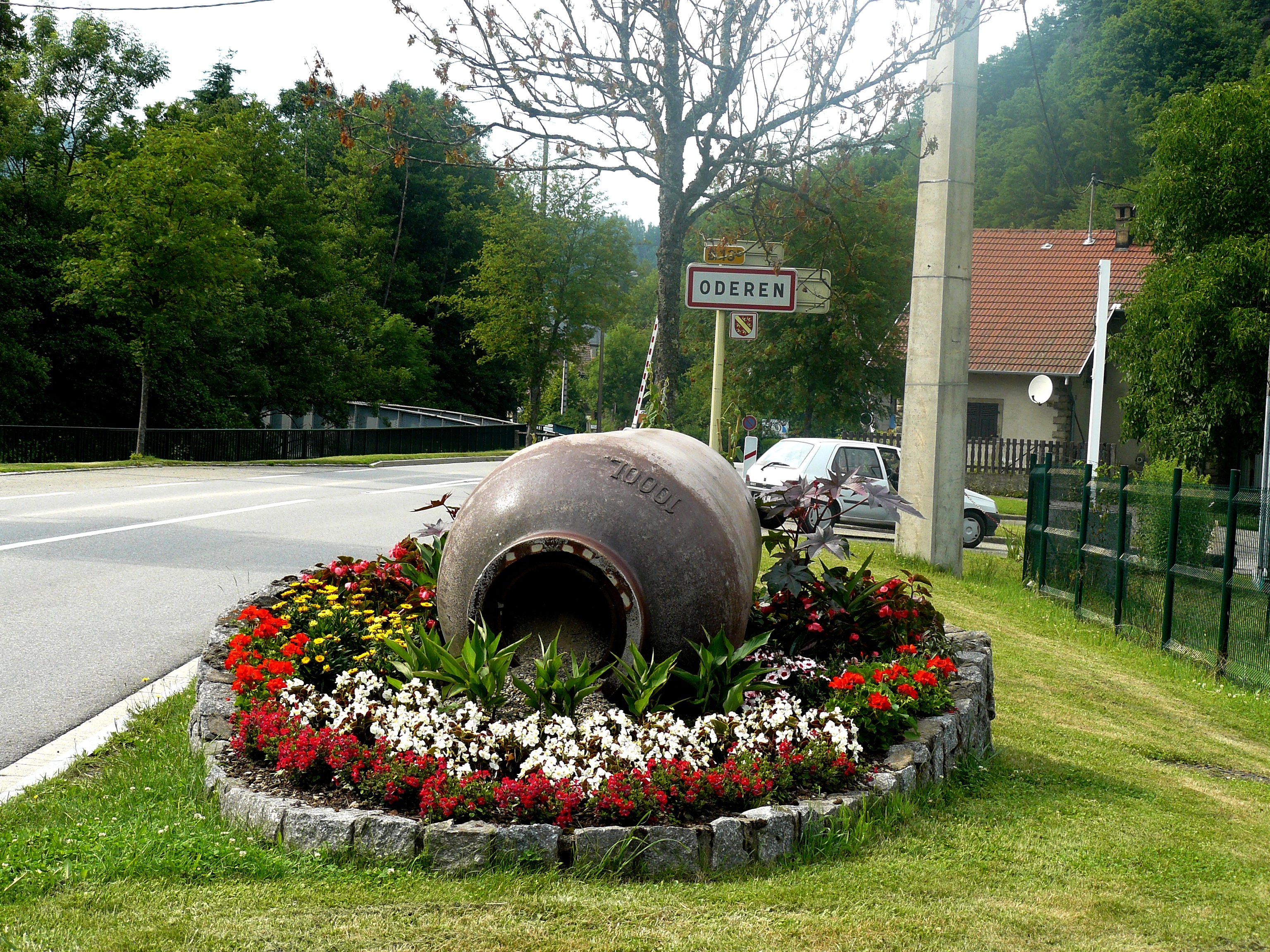
Entrée du village d'Oderen.
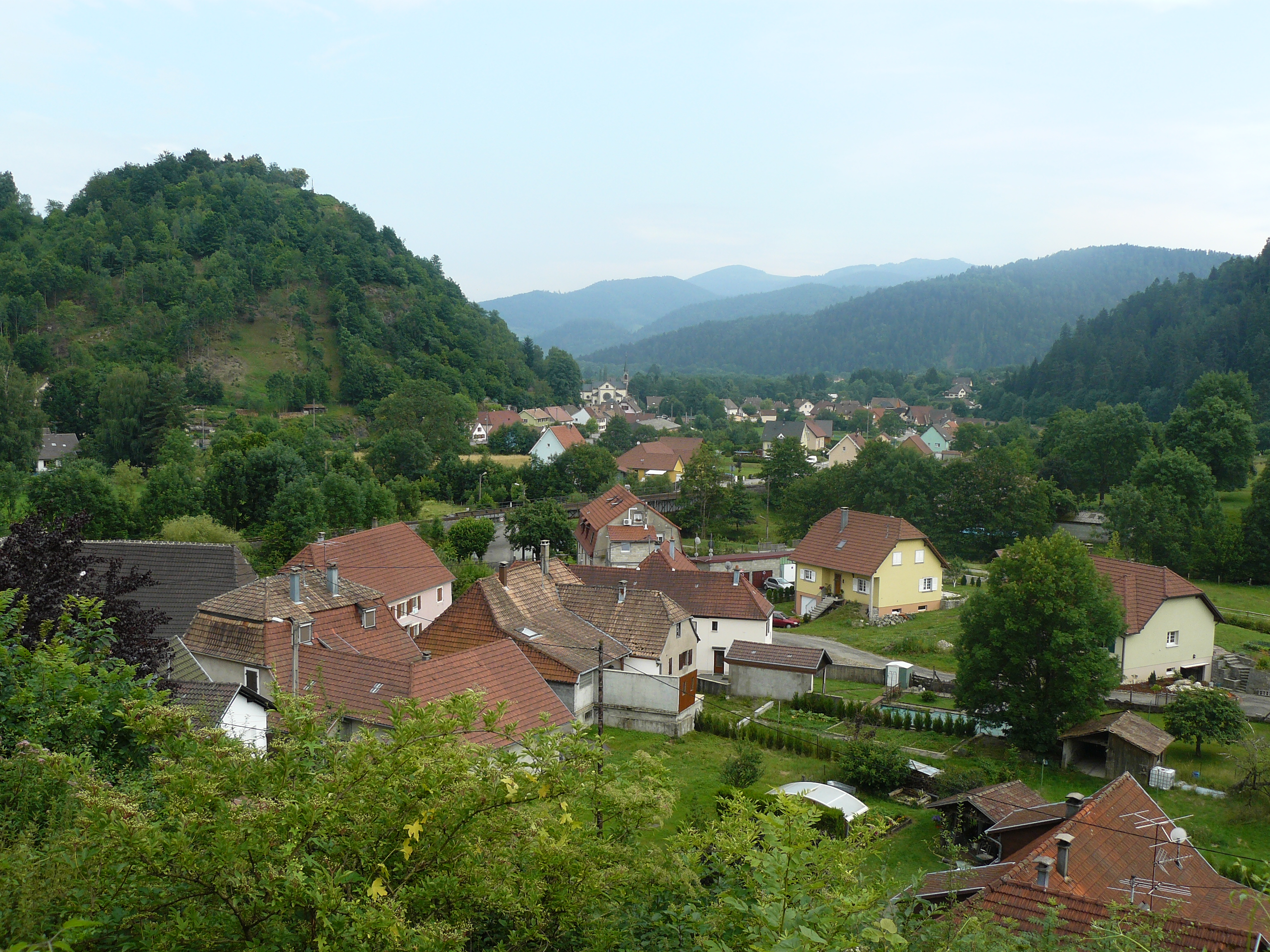
Une partie du village d'Oderen pris depuis l'église.
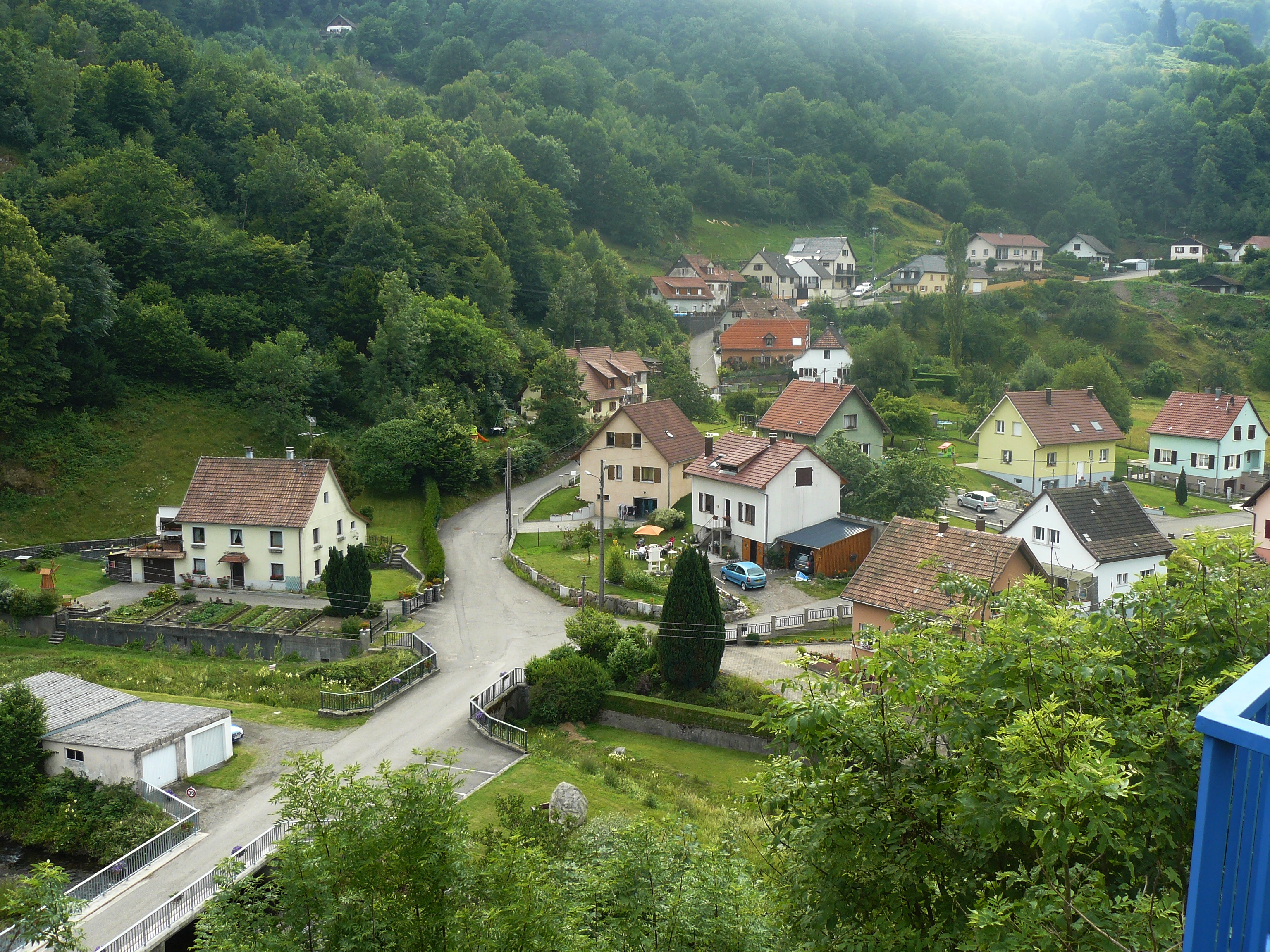
Une partie du village vers le sud.
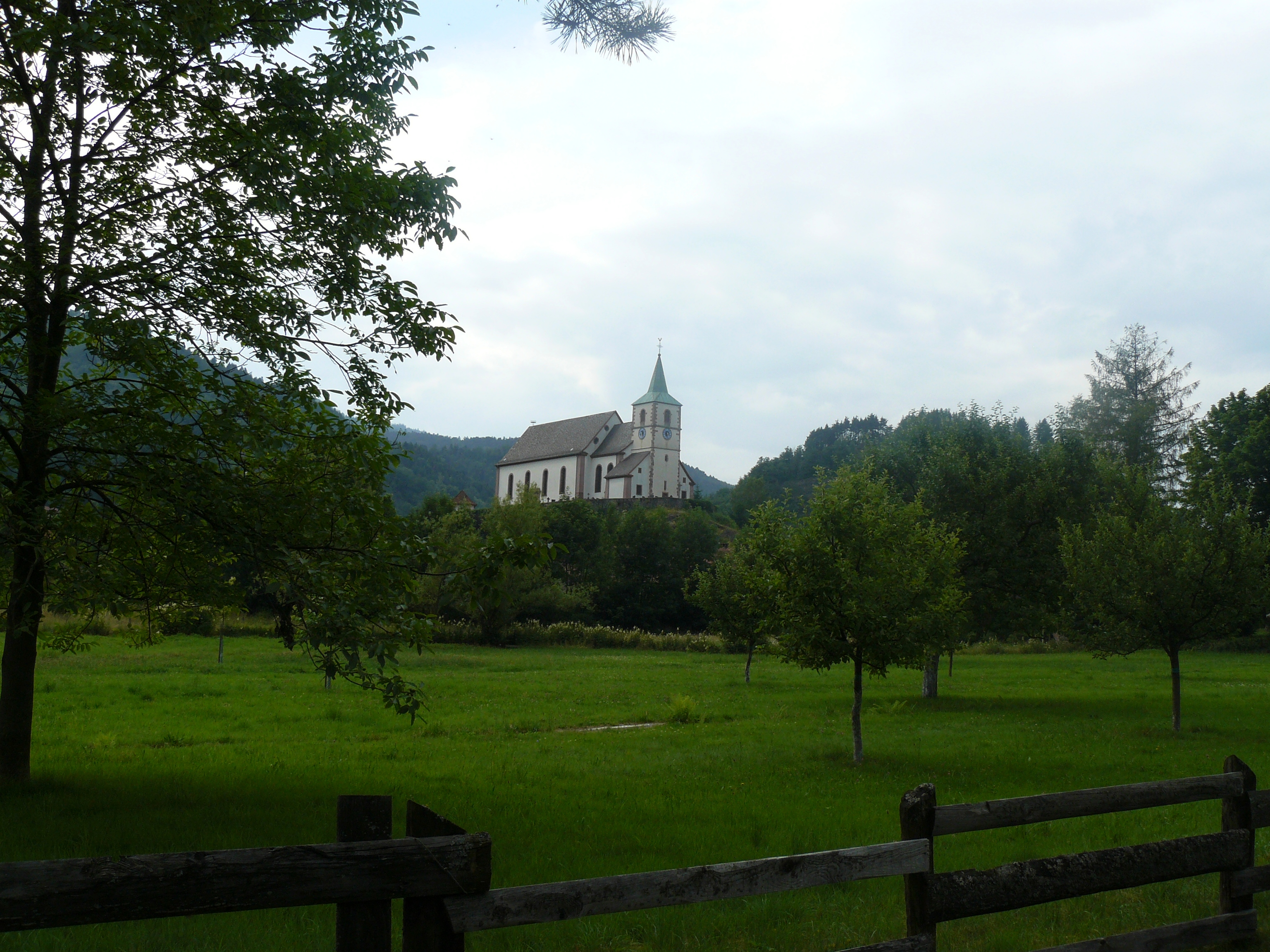
Vue sur l'église adossée sur la colline du « Maerel ».

Le village est cité, pour la première fois, après avoir été administré par les abbesses de l'abbaye de Remiremont. Dès le XIIe siècle, le couvent de Remiremont possédait à Oderen une cour colongère, autour de laquelle allait se former une agglomération passée au Moyen Âge sous la domination des comtes de Ferrette et de Horbourg, puis sous la dynastie des Habsbourg, avant de dépendre de l'abbaye princière de Murbach (acte du 18 juin 1536).
Après la guerre des Paysans, vers 1525, le village compte plus de 170 habitants et est ainsi le bourg le plus peuplé du bailliage. Pendant la guerre de Trente Ans le village est pillé et dévasté. Il sera ensuite repeuplé grâce à la venue d'une forte immigration suisse et bavaroise. Vers 1680 Oderen est le lieu d'un pèlerinage fort fréquenté, grâce à sa chapelle dédiée à Notre-Dame du Bon Secours.
Oderen avait un château qui fut cédé par les comtes de Horbourg à l'abbaye de Murbach qui passa ensuite aux sires de Bollwiller. Il fut l'objet  en 1446 d'un litige à main armée entre les comtes de Montbéliard-Wurtemberg et l'abbaye de Murbach. C'est en réalité l'histoire du château de Wildenstein et non d'Oderen.
Au XVIIIe siècle, une verrerie est installée à une dizaine de kilomètres de la commune "La Glashütte" en amont du château du Wildenstein.
. Si une partie de la population semble bénéficier de la présence des verriers, l'autre partie se dit lésée par l'accaparement des droits d'usage des forêts.  Avec l'absence de débouchés, une partie de la population poussée par la misère se révolte contre la seigneurie de Saint-Amarin accusée de soutenir les forges(N.B. La verrerie n'a jamais été propriété des forges de Willer La Révolution abroge les privilèges des forges en 1794 et reconnaît la collectivisation de la forêt au profit de la population et de la commune.
Au début de la Première Guerre mondiale, le village est occupé par l'armée française. La Seconde Guerre mondiale apporte son lot de malheurs. La libération intervient cependant le 1er décembre 1944, mais pendant deux mois encore après le retrait des Allemands, le village est la cible de tirs sporadiques de l'artillerie allemande.
Léon Lanot, Commandant FFI Louis son nom de guerre a la responsabilité du sous-secteur A (Haute-Corrèze), il dirige les unités qui combattent de juin à août 1944, à Tulle, Egletons, Soudeilles (le 8 août) et Ussel. À la Libération, il commande environ 4 000 hommes en armes. Il est inhumé au cimetière d’Oderen.
La commune possédait au XIXe siècle une florissante industrie de tissage mécanique et à bras qui faisait vivre les habitants. À cette époque, il existait également un moulin, une scierie mécanique,, et une huilerie.

## Politique et administration

### Finances communales

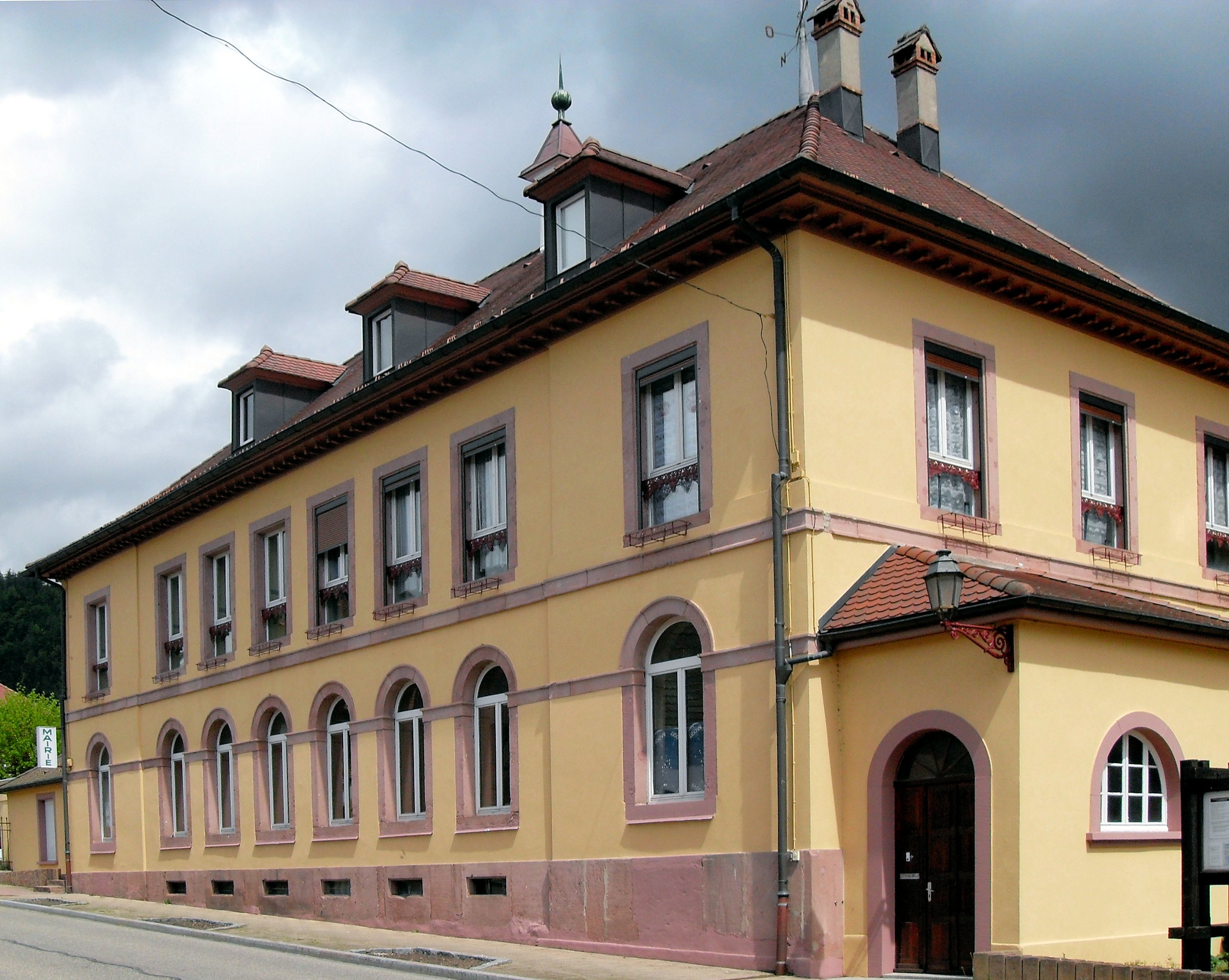
La mairie d'Oderen.

En 2014, le budget de la commune était constitué ainsi :
- total des produits de fonctionnement : 915 000 €, soit 694 € par habitant.
- total des charges de fonctionnement : 839 000 €, soit 636 € par habitant.
- total des ressources d’investissement : 721 000 €, soit 547 € par habitant.
- total des emplois d’investissement : 409 000 €, soit 310 € par habitant.
- endettement : 738 000 €, soit 560 € par habitant.

Avec les taux de fiscalité suivants :
- taxe d’habitation : 11,82 %.
- taxe foncière sur les propriétés bâties : 16,13 %.
- taxe foncière sur les propriétés non bâties : 129,60 %.
- taxe additionnelle à la taxe foncière sur les propriétés non bâties : 0,00 %.
- cotisation foncière des entreprises : 0,00 %.

### Liste des maires
| Période                                  | Période  | Identité              | Étiquette    | Qualité                                               |
| ---------------------------------------- | -------- | --------------------- | ------------ | ----------------------------------------------------- |
|                                          |          | Xavier Weiss          | Centre droit | Comptable                                             |
|                                          | 1974     | Joseph Wilhelm        | Centre droit | Comptable                                             |
| 1974                                     | 2001     | Pierre Egler          | UDF          | Conseiller général jusqu'en 1998                      |
| mars 2001                                | mai 2020 | Francis Allonas       | UDI          | Cadre commercial France Telecom, retraité depuis 2004 |
| mai 2020                                 | En cours | Jean-Marie Grunenwald |              |                                                       |
| Les données manquantes sont à compléter. |          |                       |              |                                                       |

## Démographie
L'évolution du nombre d'habitants est connue à travers les recensements de la population effectués dans la commune depuis 1793. Pour les communes de moins de 10 000 habitants, une enquête de recensement portant sur toute la population est réalisée tous les cinq ans, les populations de référence des années intermédiaires étant quant à elles estimées par interpolation ou extrapolation. Pour la commune, le premier recensement exhaustif entrant dans le cadre du nouveau dispositif a été réalisé en 2007.

En 2022, la commune comptait 1 229 habitants, en évolution de −3,76 % par rapport à 2016 (Haut-Rhin : +0,66 %, France hors Mayotte : +2,11 %).
| 1793  | 1800  | 1806  | 1821  | 1831  | 1836  | 1841  | 1846  | 1851  |
| ----- | ----- | ----- | ----- | ----- | ----- | ----- | ----- | ----- |
| 3 466 | 1 164 | 1 225 | 1 468 | 1 685 | 1 768 | 1 803 | 1 840 | 1 878 |

| 1856  | 1861  | 1866  | 1871  | 1875  | 1880  | 1885  | 1890  | 1895  |
| ----- | ----- | ----- | ----- | ----- | ----- | ----- | ----- | ----- |
| 1 944 | 1 893 | 1 831 | 1 746 | 1 648 | 1 621 | 1 521 | 1 472 | 1 409 |

| 1900  | 1905  | 1910  | 1921  | 1926  | 1931  | 1936  | 1946  | 1954  |
| ----- | ----- | ----- | ----- | ----- | ----- | ----- | ----- | ----- |
| 1 405 | 1 475 | 1 448 | 1 416 | 1 362 | 1 366 | 1 269 | 1 195 | 1 249 |

| 1962  | 1968  | 1975  | 1982  | 1990  | 1999  | 2006  | 2007  | 2012  |
| ----- | ----- | ----- | ----- | ----- | ----- | ----- | ----- | ----- |
| 1 326 | 1 254 | 1 241 | 1 331 | 1 340 | 1 318 | 1 320 | 1 320 | 1 299 |

| 2017  | 2022  | - | - | - | - | - | - | - |
| ----- | ----- | - | - | - | - | - | - | - |
| 1 268 | 1 229 | - | - | - | - | - | - | - |

## Culture locale et patrimoine

### Lieux et monuments

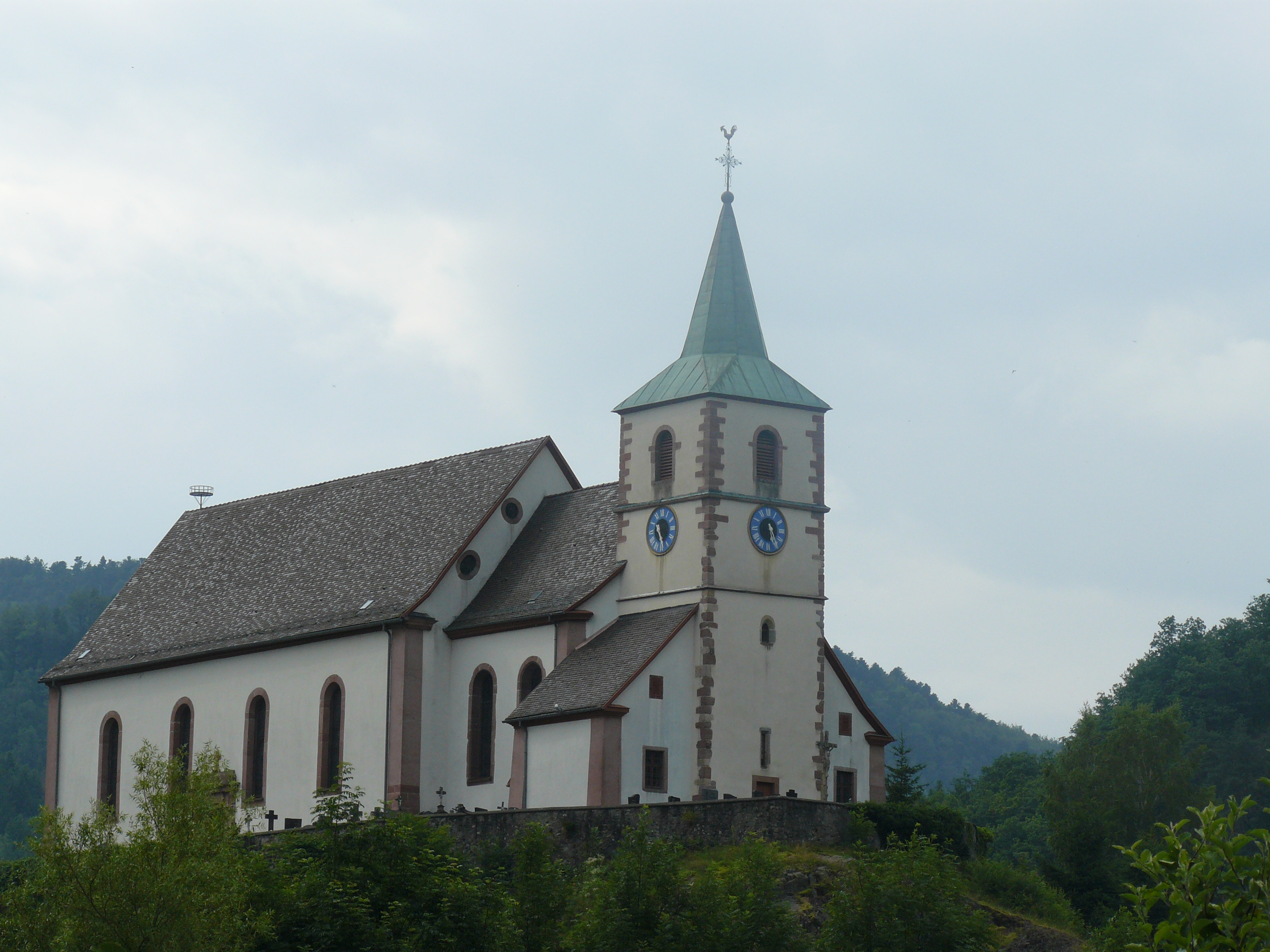
Église Saint-Nicolas.

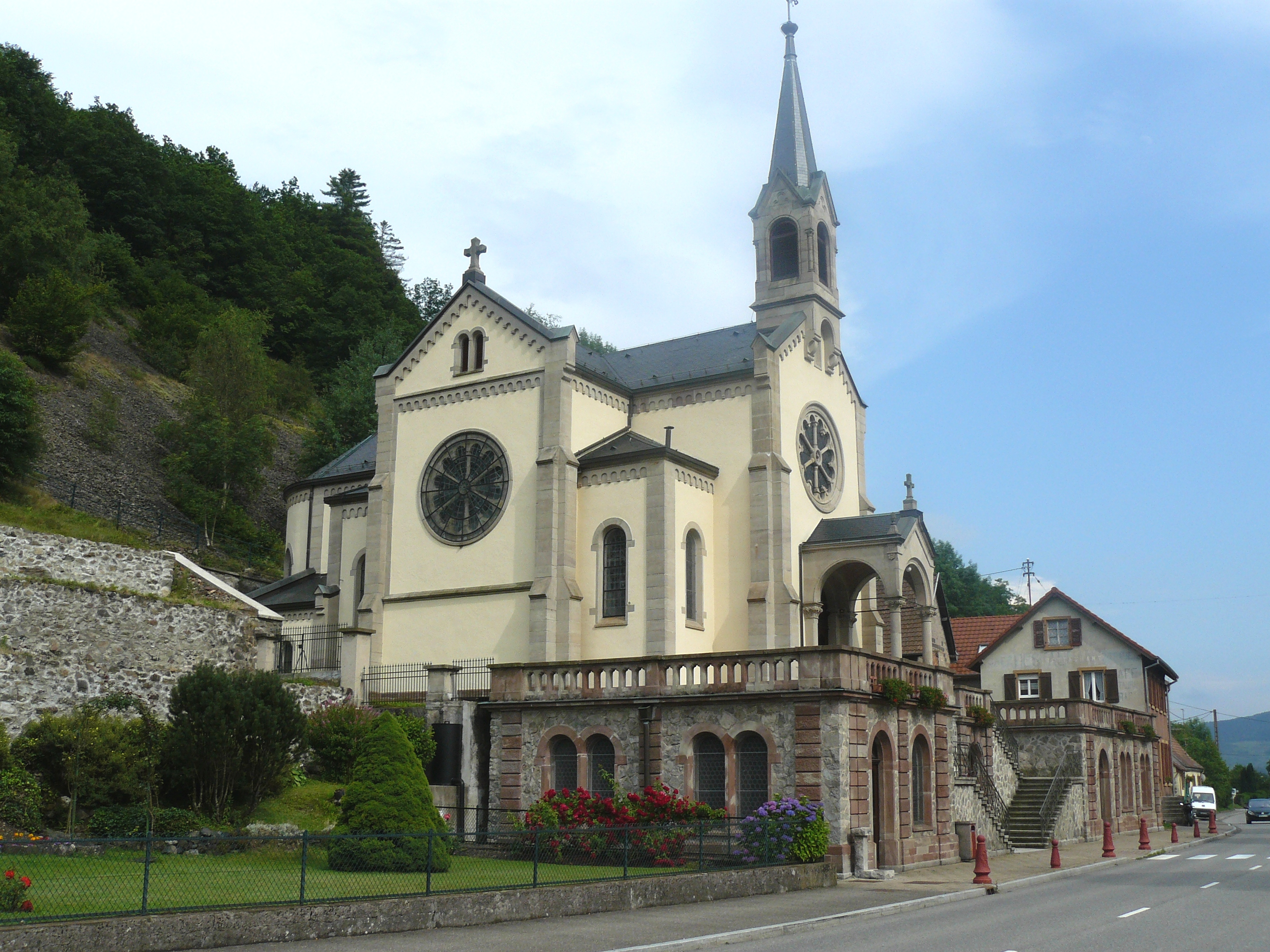
Chapelle Notre-Dame du Bon Secours (1894).

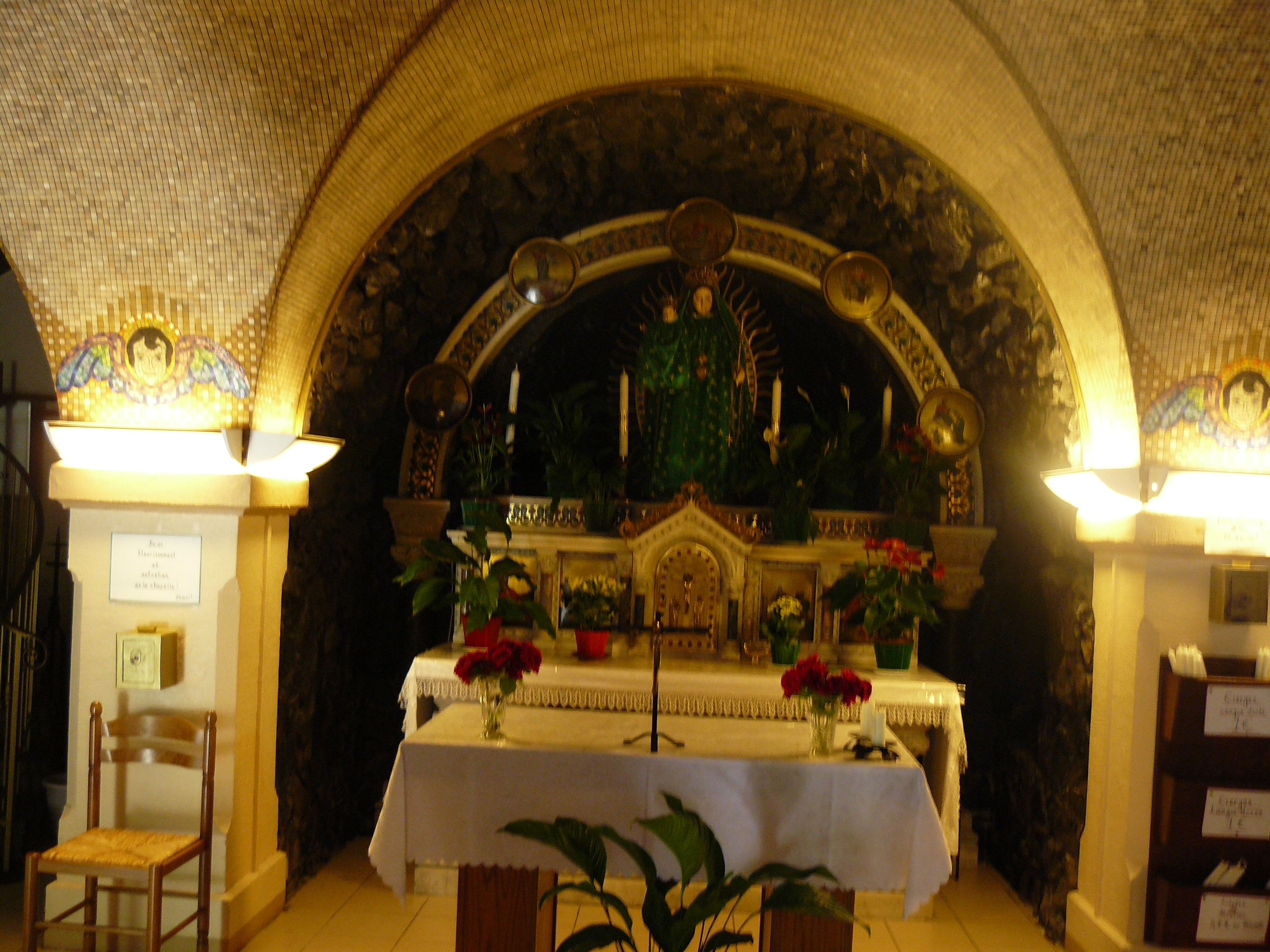
Crypte de la chapelle de Notre-Dame du Bon Secours.

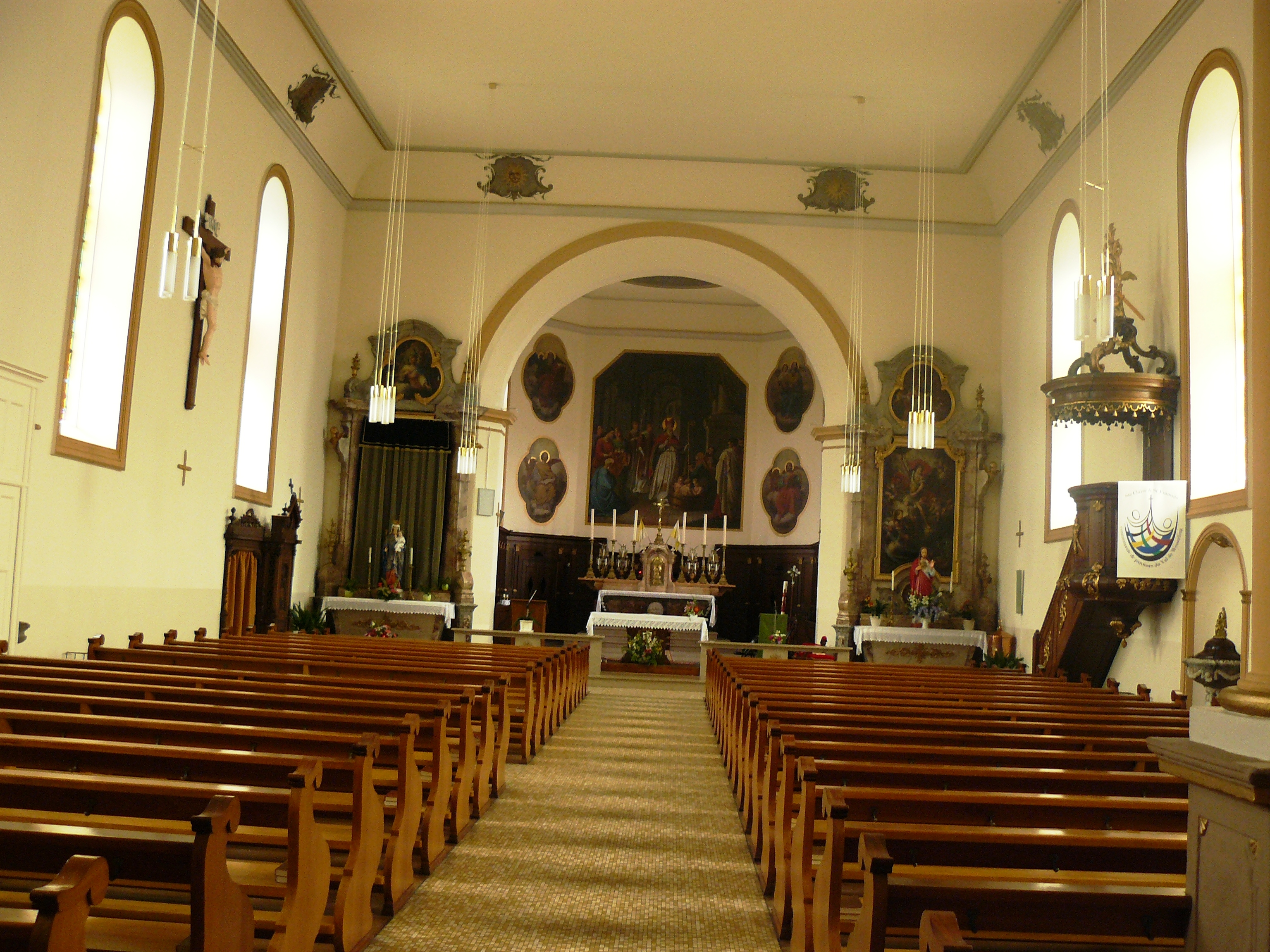
Intérieur de l'église Saint-Nicolas.

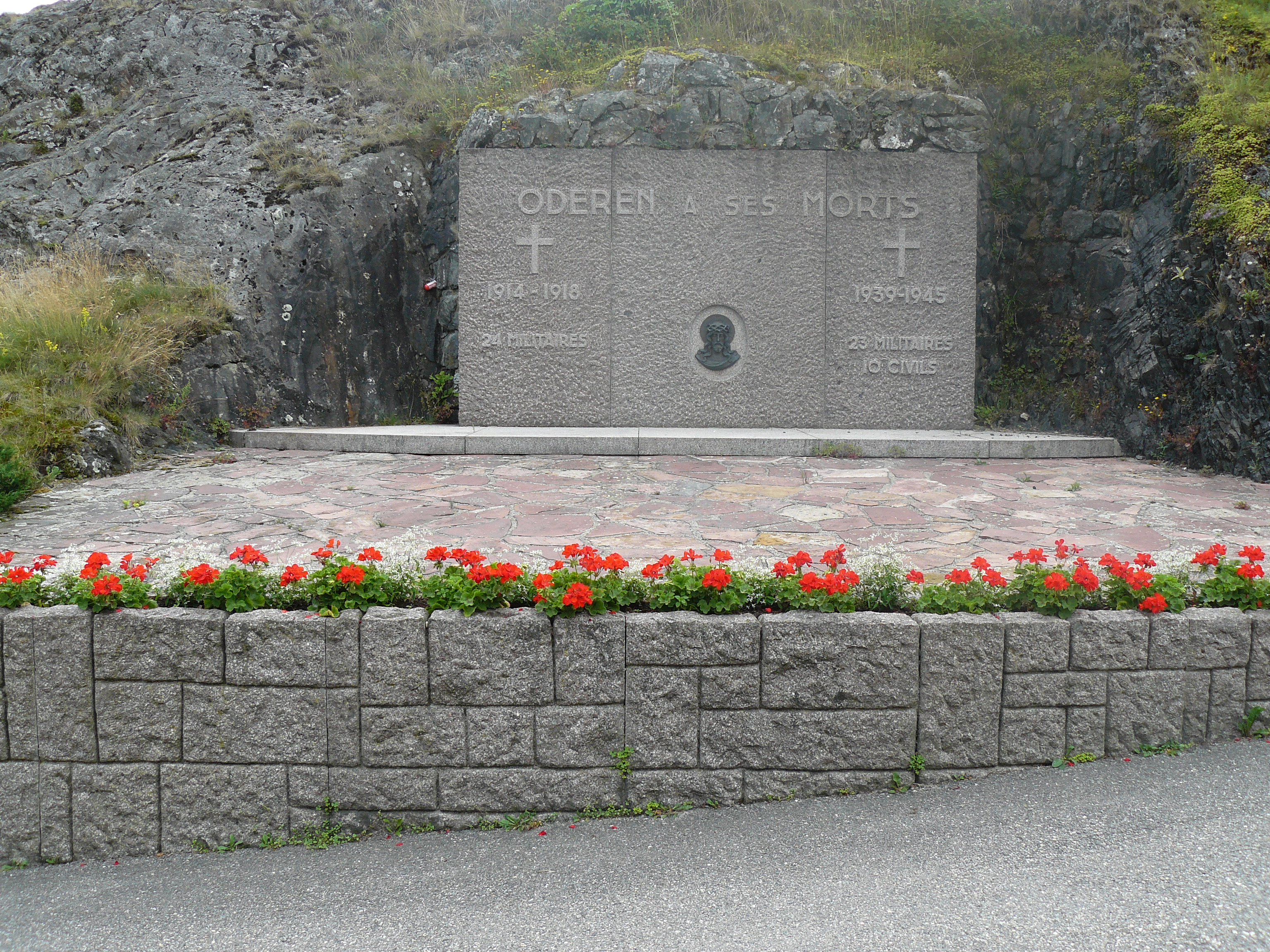
Monument aux morts d'Oderen.

#### Église Saint-Nicolas
L'introduction du christianisme dans le val d'Oderen reste encore mystérieuse mais il fort probable que le petit monastère, fondé par saint Amarin, moine de Luxeuil, y ait pu joué un rôle majeur dès le VIIe siècle. La paroisse d'Oderen remonte à bien plus tard, à l'époque où l'abbaye de Remiremont possédait des biens dans la vallée. Elle réunissait au départ les trois villages de la haute vallée de la Thur, Fellering, Oderen et Kruth.
La construction de la première église n'est pas connue. C'est seulement à partir de 1305 que l'église y est mentionnée pour la première fois « Ecclesia Ader » faisant partie du diocèse de Bâle jusqu'en 1790. Dévastée à plusieurs reprises par les différentes guerres du Moyen Âge, l'église fut reconstruite en 1771 par le curé Wohlgroth. Bénie le 21 mai 1773, cette église de style baroque fut consacrée le 27 avril 1786 par le prince Roggenbach, prince-évêque de Bâle. La Révolution fut fatale au curé Wohlgroth contraint de se cacher puis finalement de quitter sa paroisse. Après avoir été restaurée, l'église a été embellie en vue de la célébration du bicentenaire en 1971.
L'orgue (grand orgue à positif) de Joseph Callinet, est de 1932,.

#### Vierge duXVIIesiècle
Cette statue se trouve encastrée dans la façade d'une maison située 29, Grand-Rue et semble être la réplique exacte d'une miniature de la Vierge du XVIIe siècle en Bavière.

#### Chapelle Notre-Dame du Bon Secours
Au XVIIe siècle, Oderen était surtout connu pour son pèlerinage dont l'origine n'est pas établie avec précision. Selon la tradition, une des statues du Christ et de la Vierge avaient été placées dans une grotte façonnée par l'érosion, sur la pente rocheuse et abrupte du « Maerel ». De nombreux voyageurs de passage s'arrêtaient, priaient et récitaient le chapelet devant cette grotte. La route d'Oderen reliant l'Alsace au département des Vosges étant un passage très fréquenté, le lieu fut de plus en plus fréquenté.
D'après une lettre adressée en 1683 à l'official de Bâle, le curé Chrétien Böh officiant alors à Oderen avait fait placer dans le rocher une statue de la Vierge qui provenait de l'abbaye de Murbach. Le curé d'Oderen relate dans ce courrier avoir connu en l'espace de deux années deux hommes décédés  qui auraient délivrés du purgatoire grâce à des dons qu'ils firent à l'église paroissiale.
C'est en 1680, que le curé Basile Staub, originaire de Zoug (Suisse) fit construire une petite chapelle au lieu-dit "Lager" où se trouvait une statue de la Vierge.Il fonda également à Oderen une confrérie du Saint Rosaire. Il obtint, par ailleurs, l'autorisation de célébrer le Saint-sacrifice dans le petit sanctuaire qui avait été construit en dur et l'autre taillé dans la roche sur la pente du « Maerel ». Par la suite, une messe anniversaire, à l'intention du bienfaiteur, fut célébrée chaque 22 juillet, fête de sainte Marie-Madeleine, le samedi avant le troisième dimanche après pâques, le jour de Quatre-Temps, le jour de la Pentecôte et celui de la fête de Saint Michel.
La chapelle s'étant bientôt avérée trop petite fut l'objet d'un agrandissement et d'un aménagement, complétée par une sacristie. Le sanctuaire entièrement transformé fut doté d'une cloche en 1714. Il fut béni le 10 mai 1716 en présence de tout le village et de personnalités religieuses. Une cinquantaine d'années après, le sanctuaire fut à nouveau agrandi puis restauré. À cette époque, la paroisse d'Oderen comptait 1 500 âmes. Le 5 octobre 1779, à la sollicitation du maire de la vallée supérieure de la Thur fut rédigé un registre où il est fait mention de la chapelle sous le vocable "Notre Dame du Bon Sauveur".
Mais la chapelle sera la proie des Révolutionnaires. Les fidèles durent assister impuissants à la démolition de la chapelle par des « patriotes ». Après le règne de la Terreur, le pèlerinage renaitra de ses cendres et dès 1813, le culte dans le sanctuaire fut à nouveau autorisé. Mais l'humidité allait peu à peu délabrer le sanctuaire. L'évêque de Strasbourg Monseigneur Fritzen, de passage à Oderen en 1892, encouragea l'abbé Lintzer curé d'Oderen à entreprendre des travaux de rénovation qu'il accepta au prix d'innombrables embuches.
Le nouvel sanctuaire fut achevé le 22 mai 1893 et l'inauguration interviendra le 9 septembre 1894 en présence de Monseigneur Marbach, coadjuteur de l'évêque de Strasbourg. Le nouvel édifice comportera deux cryptes qui renferment des œuvres remarquables, parmi lesquels l'autel de la Vierge douloureuse, la statue de la Vierge entourée des quinze mystères du Saint Rosaire, avec en particulier le décor de la chapelle de Notre Dame, plusieurs belles fresques, la Visitation, la nativité du Christ, la présentation de la Vierge et la Mère des Douleurs. À l'extérieur, sur la pente du Mearel, existe un chemin de croix en fer monumental qui sert de douzième station d'où l'on jouit d'une vue imprenable sur la haute vallée de la Thur. La chapelle fut épargnée au cours de la Seconde Guerre mondiale. Seuls les vitraux représentant Marie furent endommagés. En 1954, l'abbé Staempflin, curé d'Oderen, fit exécuter plusieurs travaux de rénovation.

#### Le cimetière
La partie  droite du cimetière, que les habitants dénomment Glasereck, ce qui signifie "coin des verriers", contient les tombes d'anciens verriers qui ont travaillé dès le XVIIIe siècle dans la verrerie de Wildenstein.

#### Colline du Calvaire
On trouve sur cette colline quatorze stations de chemin de croix construit grâce aux dons des sapeurs pompiers d'Oderen en 1898. Un calvaire domine la colline et semble être le plus ancien. Il se trouvait à l'origine plus bas, près de la chapelle Notre Dame du Bon Secours.

#### Canal Usenier
Le canal alimentait une turbine qui était située à l'intérieur de l'usine de tissage du XIXe siècle. Cette usine a aujourd'hui disparu.

#### Étang du Maerel
L'étang du Maerel a fait l'objet de travaux, entre 1850 et 1860. Lors des travaux de consolidation, on a découvert à proximité immédiat des monnaies en or de l'époque romaine frappées entre 30 avant Jésus Christ et 426. Des habitations très anciennes montées sur des pilotis ont été également découverts.

#### Monument aux morts
Le monument aux morts, construit après la Seconde Guerre mondiale, rend hommage aux militaires et civils tués lors des deux grandes guerres. En 1914-1918, 24 militaires français ont trouvé la mort dans le village. Entre 1939-1945 ce sont 23 militaires et dix civils qui ont été tués,,.

### Personnalités liées à la commune
- Catherine Hubscher.

### Héraldique
| Blason d'Oderen | Les armes d'Oderen se blasonnent ainsi : « Parti: au 1er de gueules à deux clefs d'argent passées en sautoir, au 2e d'argent au lévrier rampant de sable, colleté et bouclé de gueules; enté d'argent à trois burelles ondées d'azur. » |